# کارین کنیسل
کارین کنیسل (زادهٔ ۱۸ ژانویهٔ ۱۹۶۵) یک دیپلمات، روزنامه‌نگار و سیاستمدار اتریشی است. او بین سال‌های ۲۰۱۷ تا ۲۰۱۹ به عنوان وزیر امور خارجه اتریش خدمت کرد. پیش از تصدی این سمت دولتی، مدرس دانشگاه بود.
کنیسل از طرفداران گسترش روابط نزدیک‌تر با روسیه بوده و با رئیس‌جمهور روسیه ولادیمیر پوتین رابطه‌ای نزدیک دارد. او از سال ۲۰۲۳ در روسیه زندگی می‌کند.

## اوایل زندگی و تحصیلات
کنیسل در وین به دنیا آمد و بخشی از دوران کودکی خود را در امان گذراند، جایی که پدرش به عنوان خلبان برای ملک حسین کار می‌کرد و همچنین در توسعهٔ هواپیمایی پادشاهی اردن نقش داشت. در دوران جوانی و دانشجویی، کنیسل در عفو بین‌الملل فعال بود و از سازمان‌های محیط‌زیستی و حقوق بشری در سراسر جهان حمایت می‌کرد.
کنیسل بین سال‌های ۱۹۸۳ تا ۱۹۸۷ در دانشگاه وین حقوق و زبان‌های شرقی خواند. پس از فارغ‌التحصیلی، در دانشگاه عبری اورشلیم و دانشگاه اردن در امان به تحصیل روابط بین‌الملل پرداخت. سپس یک سال به عنوان بورسیه فولبرایت در مرکز مطالعات عربی معاصر در دانشگاه جرج‌تاون گذراند. در سال ۱۹۹۲ از مدرسه ملی علوم اداری (فرانسه) فارغ‌التحصیل شد.
کنیسل علاوه بر آلمانی، مدعی است که به زبان‌های عربی، انگلیسی، فرانسوی و اسپانیایی نیز تسلط کاری دارد. همچنین دانش ابتدایی از زبان عبری، زبان مجاری و ایتالیایی دارد.

## حرفه دیپلماتیک و سیاسی
او در سال ۱۹۹۰ به وزارت امور خارجه اتریش پیوست. از ۱۹۹۰ تا ۱۹۹۸ در دفتر وزیر امور خارجه از حزب خلق اتریش، آلویس موک، و در دفتر حقوق بین‌الملل فعالیت داشت و همچنین در پست‌های دیپلماتیک در پاریس و مادرید خدمت کرد.
او مدعی است که از بنیان‌گذاران بخش اتریشی پزشکان بدون مرز در سال‌های ۹۳–۱۹۹۲ بوده است، اما این ادعا توسط این سازمان رد شده است و آن‌ها هیچ سابقه‌ای از مشارکت وی در اختیار ندارند.
او در پاییز ۱۹۹۸ از خدمات دیپلماتیک کناره‌گیری کرد و در سایبرسدورف، نزدیک وین، اقامت گزید، جایی که بین سال‌های ۲۰۱۰–۲۰۰۵ به عنوان عضو مستقل شورای محلی از فهرست حزب خلق اتریش فعالیت داشت. کنیسل همچنین به عنوان روزنامه‌نگار آزاد برای رسانه‌های آلمانی‌زبان و انگلیسی‌زبان و به عنوان تحلیل‌گر سیاسی برای رادیو و تلویزیون اتریش فعالیت داشت. او چندین کتاب تخصصی و غیرتخصصی تألیف کرده است.
به‌عنوان کارشناس حقوق بین‌الملل، تاریخ خاورمیانه و بازار انرژی، کنیسل در آکادمی دیپلماتیک وین، دانشگاه کسب‌وکار اروپا در راینگاو تدریس کرده و مدرس میهمان در آکادمی ملی دفاع، آکادمی نظامی در وینر نویشتات و دانشگاه‌هایی در لبنان از جمله دانشگاه سن ژوزف در بیروت بوده است. او به مدت ده سال در دپارتمان علوم سیاسی دانشگاه وین نیز فعالیت داشت. در نوشته‌ها و سخنرانی‌های عمومی‌اش، کنیسل بارها از اتحادیه اروپا به شدت انتقاد کرده و با اظهارنظرهایی دربارهٔ مهاجرت انسان جنجال‌برانگیز بوده است. در ژوئیهٔ ۲۰۱۶، پس از همه‌پرسی عضویت بریتانیا در اتحادیه اروپا (۲۰۱۶), او رئیس کمیسیون اروپا، ژان-کلود یونکر را «سیاست‌مداری بدبین»، «قلدر» و «متکبر» خواند که «مانند سزاری در بروکسل رفتار می‌کند که هدفش زیر پا گذاشتن توافقات است، اگر این کار برایش سودمند باشد.»
نقل‌قولی از کتاب او با عنوان «خاورمیانهٔ من» نیز بحث‌برانگیز شد. او صهیونیسم، که توسط روزنامه‌نگار اهل اتریش-مجارستان تئودور هرتسل بنیان‌گذاری شده بود، را به‌عنوان «ایدئولوژی خون و خاک» مبتنی بر ناسیونالیسم آلمانی در قرن نوزدهم مورد انتقاد قرار داد.
در موضوع پناهندگان، مهاجرت و ادغام، از او به‌دلیل تداوم کلیشه‌ها انتقاد شده است. در اوج بحران ۲۰۱۵ مهاجران اروپا، کنیسل ادعا کرد که بیشتر آن‌ها مهاجر هستند و پناه‌جویان «۸۰ درصد» مردان جوان بین ۲۰ تا ۳۰ سال هستند. او در سپتامبر ۲۰۱۵ در تلویزیون عمومی گفت که یکی از دلایل بهار عربی، «این همه مرد جوان» است، «تحت کنترل تستوسترون»، «که دیگر امروز نمی‌توانند همسری پیدا کنند» چرا که نه شغلی دارند و نه خانه‌ای، و در نتیجه نمی‌توانند «در یک جامعه سنتی به موقعیت مردانه دست یابند».
او همچنین صدراعظم آلمان آنگلا مرکل را به‌خاطر گرفتن سلفی با پناهندگان «به‌شدت سهل‌انگار» توصیف کرد و بعداً بیانیه اتحادیه اروپا–ترکیه در ۱۸ مارس ۲۰۱۶ را «چرند» خواند.
چنین اظهاراتی باعث انتقاد و تردید در مورد تعریف او از خود به‌عنوان «آزاداندیش محافظه‌کار» شد، اما همچنین تحسین و همدلی حزب آزادی اتریش، حزب پوپولیست ضد مهاجرت، را نیز برای او به ارمغان آورد؛ حزبی که به‌طور فزاینده‌ای از او برای شرکت در رویدادهای خود دعوت می‌کرد. در سال ۲۰۱۶، رهبر حزب FPÖ هاینتس-کریستیان اشتراخه به نامزدی کنیسل برای انتخابات ریاست‌جمهوری فکر می‌کرد، اما نهایتاً تصمیم گرفت از نوربرت هوفر حمایت کند.
پس از شکست هوفر در برابر الکساندر فن در بلن، کنیسل در جریان بحث دربارهٔ ممنوعیت حجاب، از فن در بلن انتقاد کرد و نسبت به هوش، شخصیت و شایستگی او ابراز تردید نمود. او گفت: «نه تنها دونالد ترامپ، دیگران هم تحریک می‌کنند»، و از فن در بلن و پاپ فرانسیس انتقاد کرد؛ کسی که اردوگاه پناهندگان را با اردوگاه کار اجباری مقایسه کرده بود.

## وزیر امور خارجه
کارین کنیسل به عنوان یک شخصیت غیرحزبی از سوی حزب آزادی اتریش (FPÖ) برای تصدی پست وزیر امور خارجه اتریش در دولت زباستیان کورتس معرفی شد. کنیسل سومین زنی بود که این سمت را بر عهده می‌گرفت. گفته می‌شود معرفی وی به دلیل تردیدهایی بود که رئیس‌جمهور الکساندر فن در بلن نسبت به سایر نامزدهای پیشنهادی FPÖ ابراز کرده بود. کنیسل توسط رهبر حزب آزادی، هاینتس-کریستین اشتراخه، مورد ستایش قرار گرفت و وی او را «شخصیتی بزرگ، شاید یک برونو کرایسکی زن در آینده، در زمینه میانجی‌گری، پذیرش و تبلیغ برای اتریش در خارج» توصیف کرد.
در اوت ۲۰۱۸، او با کارآفرینی به نام ولفگانگ میلینگر، ۵۴ ساله، در مراسمی در شهر کوچک گاملیتس نزدیک مرز اسلوونی ازدواج کرد. در این مراسم، او با رئیس‌جمهور روسیه ولادیمیر پوتین که در مراسم حضور داشت، رقصید و سپس یک تعظیم عمیق انجام داد. تصاویر این حرکت به‌طور گسترده در رسانه‌های روسی و بین‌المللی منتشر شد و به دلیل تصور ساده‌لوحی وی، واکنش‌های منفی و انتقادهای زیادی را برانگیخت.
در تاریخ ۳ ژوئن ۲۰۱۹، پس از رای عدم اعتماد که منجر به پایان یافتن دولت کورتس شد، او از مقام سیاسی خود کناره‌گیری کرد.

## فعالیت‌های بعدی
در سال ۲۰۲۰، کنیسل شروع به نوشتن مقالات تحلیلی برای رسانه دولتی روسیه، آرتی، کرد. در مارس ۲۰۲۱، در حالی که کنیسل در ابتدای دنیاگیری کووید-۱۹ مشکلات مالی خود را افشا کرده بود، گزارش شد که از سوی دولت روسیه برای عضویت در هیئت مدیره شرکت گاز دولتی روس‌نفت منصوب شده است.
مدتی پیش از آغاز حمله روسیه به اوکراین در فوریه ۲۰۲۲، کنیسل گزارش‌های اطلاعاتی دربارهٔ حمله قریب‌الوقوع را رد کرده و آن را «هیستری جنگی» غرب خوانده بود که توسط رسانه‌ها دامن زده می‌شود. او در مه ۲۰۲۲، سه ماه پس از آغاز جنگ، از هیئت مدیره روس‌نفت استعفا داد. بر اساس پیامک‌هایی که به خبرنگار واشینگتن پست ارسال کرده بود، کنیسل گفته بود که به دلیل «تهدید به مرگ» از اتریش مهاجرت کرده است. گزارش شد که او در سال ۲۰۲۲ خانه‌ای را در شهر روسی Petrushovo اجاره کرده است.
در تاریخ ۵ سپتامبر ۲۰۲۲، کنیسل در همایش اقتصادی شرق در ولادی‌وستوک شرکت کرد، جایی که در مصاحبه‌ای با ریانووستی اعلام کرد که به لبنان مهاجرت کرده است. در سال ۲۰۲۳، خود را «پناهنده سیاسی» توصیف کرد.
در سپتامبر ۲۰۲۳، رسانه‌های روسی گزارش دادند که کنیسل همراه با دو اسب پونی خود به سنت پترزبورگ نقل مکان کرده است. قرار بود او ریاست مرکز مطالعاتی «رصدخانه ژئوپلیتیک مسائل کلیدی روسیه» (GORKI) در دانشگاه دولتی سنت پترزبورگ را بر عهده گیرد؛ مرکزی تحقیقاتی که در مارس ۲۰۲۳ تأسیس شد و هدف آن تقویت سیاست خارجی روسیه است. گفته می‌شود اسب‌های او از شش کشور عبور کرده و در مقطعی با استفاده از یک هواپیمای ایلیوشین ایل-۷۶ متعلق به نیروی هوایی روسیه از سوریه منتقل شده‌اند. این هواپیما پیش‌تر از سوی ایالات متحده و اوکراین به دلیل انتقال نیروهای گروه واگنر تحریم شده بود.
در جولای ۲۰۲۵ کنیسل با اشاره به رویکرد سیاست زده رافائل گروسی مدیرکل آژانس بین‌المللی انرژی اتمی تأکید کرد: «مدیرکل کنونی آژانس به این نهاد بین‌المللی آسیب زده است». او افزود: «برای مدیرکل آژانس بودن، یک فرد باید شخصیت و شهامت داشته باشد. هانس بلیکس در سال‌های ۲۰۰۲ و ۲۰۰۳، زمانی که آمریکا به دنبال حمله به عراق بود، او همه تلاش خود را کرد تا نشان دهد عراق سلاح کشتار جمعی ندارد و هیچ سندی برای این ادعا وجود ندارد. گروسی چنین تعهدی ندارد. او به وظایف آژانس پایبند نیست.»
کنیسل در ادامه این گفت‌وگو تأکید کرد: «اسرائیل به‌طور عامدانه از مرزکشی رسمی خودداری می‌کند تا بتواند به‌عنوان یک نظام سیاسی بدون مرز، در جهت توسعه مرزهای خود از طریق اقدام نظامی و اشغالگری، اقدام کند.»